# Hiéroglyphe égyptien G36

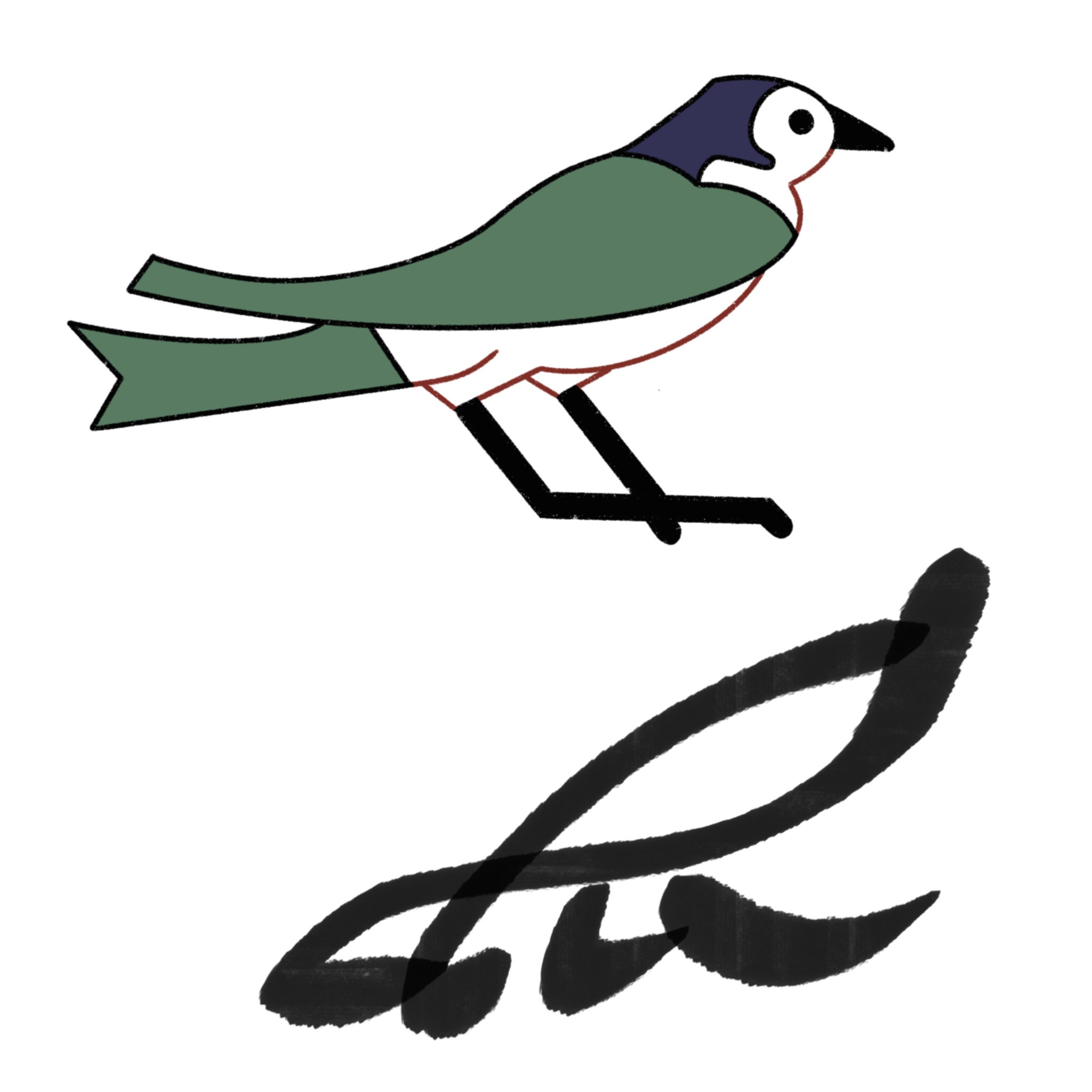
Version hiératique et hiéroglyphique

Pour les articles homonymes, voir Hirondelle (homonymie).
L'hirondelle, en hiéroglyphes égyptiens, est classifiée dans la section G « Oiseaux » de la liste de Gardiner ; cet hiéroglyphe y est noté G36.

## Représentation
Il représente une hirondelle de fenêtre (Delichon urbica). Il est translittéré wr.

## Utilisation
C'est un phonogramme bilitère de valeur wr. 
| mn · n | t · G36 |

| mn · n | t · G36 |

| G37 |

| G37 |

## Exemples de mots
| wr | M28 |

| wr | M28 |

| H | wr · r | w | A1 |

| H | wr · r | w | A1 |

| wr · t | E1 |

| wr · t | E1 |